# Ammutinamento di Yên Bái
L'ammutinamento di Yên Bái (Tổng khởi-nghĩa Yên-báy, "rivolta generale di Yên Bái") fu una rivolta di soldati vietnamiti nell'esercito coloniale francese il 10 febbraio 1930 in collaborazione con sostenitori civili che erano membri del Việt Nam Quốc Dân Đảng (VNQDĐ, il Partito Nazionale Vietnamita).
Lo scopo della rivolta era quello di ispirare una rivolta più ampia tra la popolazione generale nel tentativo di rovesciare il regime coloniale e stabilire l'indipendenza. Il VNQDĐ aveva precedentemente tentato d'impegnarsi in attività clandestine per minare il dominio francese, ma il crescente controllo francese sulle loro attività portò il suo gruppo dirigente ad assumersi il rischio di organizzare un attacco militare su larga scala nel Delta del fiume Rosso nel Nord del Vietnam.
Poco dopo la mezzanotte del 10 febbraio, circa 50 soldati vietnamiti (Tirailleurs indochinois) del 4º Reggimento tiraillieurs tonquinois all'interno della guarnigione di Yên Bái si rivoltarono contro i loro ufficiali francesi con l'assistenza di circa 60 civili membri del VNQDĐ che invasero il campo dall'esterno. L'ammutinamento fallì entro 24 ore quando la maggior parte dei soldati vietnamiti della guarnigione si rifiutò di partecipare e rimase fedele all'esercito coloniale. Ulteriori attacchi sporadici si verificarono nella regione del Delta, con scarso impatto. La punizione francese all'attacco fu rapida e decisiva. I principali leader del VNQDĐ vennero arrestati, processati e messi a morte, ponendo fine alla minaccia militare di quella che in precedenza era la principale organizzazione rivoluzionaria nazionalista vietnamita.

## Contesto e pianificazione

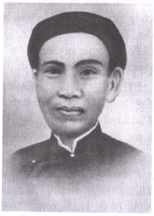
Il VNQDĐ fornì la prima opposizione militare sostenuta al dominio francese dai tempi di Phan Đình Phùng

Il Vietnam divenne gradualmente una colonia francese tra il 1859 e il 1883. La prima fase iniziò nel 1859, quando le forze francesi e spagnole iniziarono un'invasione del Vietnam meridionale, portando alla cessione di tre province meridionali a formare la colonia della Cocincina sotto il trattato di Saigon nel 1864. Nel 1867, i francesi conquistarono altre tre province e nel 1883 il processo venne completato, quando il Vietnam settentrionale e centrale vennero conquistati e trasformati nei protettorati francesi del Tonchino e dell'Annam e incorporati nell'Indocina francese. Inizialmente, la resistenza militare al dominio francese arrivò attraverso il movimento Cần Vương guidato da Tôn Thất Thuyết e Phan Đình Phùng, che cercava d'insediare il giovane imperatore Hàm Nghi al capo di una nazione indipendente. Tuttavia, con la morte di Phùng nel 1895, l'opposizione militare di fatto finì. Gli unici altri incidenti degni di nota dopo questo avvennero nel 1917 con la ribellione di Thai Nguyen. La mancanza di attività militante cambiò alla fine degli anni '20 con la formazione del VNQDĐ, o Partito Nazionale Vietnamita. Il partito iniziò a suscitare attenzione tra le autorità coloniali francesi e venne accusato dell'assassinio di Bazin il 9 febbraio 1929, un reclutatore di personale francese disprezzato dalla popolazione, che portò a una pesante repressione francese. Le purghe francesi causarono notevoli danni al movimento indipendentista in generale e al VNQDĐ in particolare. Quasi 1 000 membri del VNQDĐ vennero arrestati; seguì la demolizione di molte delle strutture del Partito. Il VNQDĐ decise di abbandonare la sua filosofia clandestina e d'impegnarsi in attacchi aperti contro i francesi, sperando di fomentare una rivolta generale tra il popolo. Una minoranza pensava che, anche se c'era il pericolo che le repressioni francesi indebolissero irreparabilmente il partito, avrebbero dovuto cercare di aspettare il momento giusto, nascondersi nella montuosa provincia di Hoa Binh, concentrarsi sulla scrittura di libri e opuscoli di propaganda e prendere un lungo periodo per preparare un grande attacco armato. È stato anche affermato che Ho Chi Minh aveva cercato di contattare la leadership del VNQDD per cercare di consigliare loro di aspettare il momento giusto.
Furono messe in atto campagne di reclutamento e iniziative di attivisti di base, anche se il VNQDD era realista e capiva che il loro assalto difficilmente avrebbe avuto successo. Gli anziani del villaggio venivano usati per mobilitare i vicini nel movimento politico. Altri si recarono nei villaggi vicini e cercarono di reclutare membri più giovani invocando il successo del Giappone nella sconfitta militare della Russia nel 1905 e del Kuomintang in Cina. La logica del partito era: "Anche se la vittoria non sarà raggiunta, matureremo pienamente come esseri umani con i nostri [eroici] sforzi".
Poiché il VNQDĐ era forte solo nelle aree settentrionali del Vietnam, gli attacchi dovevano essere organizzati nel Delta del fiume Rosso e la guarnigione di Yên Bái venne identificata come un punto chiave. Le autorità francesi utilizzavano soldati vietnamiti e membri del VNQDĐ erano tra la guarnigione di Yên Bái; essi s'impegnarono a persuadere i loro colleghi con una retorica rivoluzionaria. Sebbene la resistenza armata si fosse estinta dalla prima guerra mondiale, l'area del fiume Rosso del Vietnam settentrionale, che comprendeva Yên Bái, era stata una fonte sproporzionata di militanza nazionalista sin dalla colonizzazione francese.
Tuttavia, la preparazione per la rivolta pianificata venne influenzata dalle scoperte di depositi di armi e materiale di propaganda. In parte, ciò era dovuto a un informatore di alto rango, Pham Thanh Duong, che faceva parte del Comitato Centrale del VNQDD come capo degli affari militari. Si tenne una riunione di pianificazione ad alto livello il 1º novembre 1929 e ciò venne presto riportato per intero ai funzionari coloniali locali e all'intelligence militare. In questo incontro, il leader del VNQDD Nguyễn Thái Học chiese una mappa dell'aeroporto militare francese a Bach Mai e assegnò a Duong la responsabilità di reclutare personale per un attacco. Si svolsero anche discussioni per la finalizzazione dei piani di attacco a Nam Dinh, Lạng Sơn, Haiphong, Bắc Ninh e Móng Cái, sebbene un assalto previsto sulla capitale Hanoi non era ancora pronto. Hoc disse a Duong che sarebbero state trovate diverse centinaia di civili per l'attacco all'aeroporto e che erano disponibili cibo e armi sufficienti per i partecipanti. Due giorni dopo, in un'altra riunione, la leadership discusse l'importanza di trattenere le città da attaccare per diversi giorni in modo che i vietnamiti in esilio potessero arrivare dalla Cina. La leadership del VNQDD discusse anche della necessità di cercare di estendere gli attacchi alle aree del Vietnam centrale e meridionale e di reclutare soldati vietnamiti che fossero membri dell'esercito coloniale.
Il 24 novembre 1929, in preparazione all'attacco, il VNQDD formò un governo provvisorio in previsione della fine del dominio francese. Ciò avvenne alla presenza di 13 leader provinciali del VNQDD. Hoc venne eletto presidente, Nhu vicepresidente, Chinh ministro degli Interni e Duong ministro degli Affari Militari. Il 25 dicembre 1929, le autorità francesi tentarono di arrestare l'intera leadership del VNQDD in un'incursione durante una riunione di pianificazione Vong La, dopo essere state informate da Duong. I leader del VNQDD scamparono per un pelo, venendo a conoscenza del ruolo di Duong nel processo. Duong venne successivamente colpito all'addome da membri del VNQDD a Hanoi nel maggio 1930, venendo ferito gravemente. Chinh venne preso da Nguyen Dac Bang al villaggio di quest'ultimo a Sơn Dương per riprendersi dalle ferite causate nell'incursione e il villaggio si rivelò un punto focale per i preparativi per l'attacco, fungendo de facto da quartier generale regionale. Durante l'ultima parte del 1929, altri membri del VNQDD vennero a Son Duong per nascondersi e continuare i preparativi.
Con la consapevolezza che avrebbe avuto luogo un attacco e a causa di precedenti disordini, le autorità coloniali francesi adottarono misure all'interno delle forze coloniali per cercare di attenuare l'effetto di qualsiasi previsto ammutinamento. C'erano state preoccupazioni specifiche sulla fedeltà delle truppe vietnamite nelle guarnigioni situate a Hanoi e a Nam Dinh ed erano stati discussi piani per trasferire alcune truppe in aree remote per abbassare il livello delle truppe vietnamite in queste aree. Un certo numero di sottufficiali vietnamiti, che erano stati incaricati di disciplinare i loro soldati vietnamiti, erano già stati trasferiti lontano dai centri più grandi, interrompendo i tentativi del VNQDD di fomentare un'insurrezione all'interno dell'esercito coloniale. A un livello più generale, gli arresti su vasta scala nelle province di Kiên An, Hai Duong, Vinh Yên, Bac Ninh e Bac Giang avevano compromesso anche le campagne militari pianificate in quelle località. Nonostante il fatto che la copertura di Duong fosse saltata, le autorità francesi continuarono a ricevere alcune informazioni che indicavano che gli attacchi erano pianificati per il Nord del Vietnam durante il periodo del Capodanno lunare all'inizio di febbraio. I leader coloniali militari e civili vennero messi in allerta e vennero compiuti sforzi per reprimere la propagazione di qualsiasi sentimento anticoloniale tra i soldati vietnamiti. Dopo essere stato avvertito di un imminente attacco alla città di Hưng Hóa nella provincia di Phú Thọ, alla vigilia dell'attacco vennero portati altri 50 soldati, qualcosa di cui il VNQDD non era a conoscenza.
Il 28 gennaio 1930 si tenne una riunione di pianificazione finale nel villaggio di Vong La nella provincia di Phú Thọ. Il leader del VNQDĐ Nguyễn Thái Học dichiarò che la situazione stava raggiungendo la disperazione e affermò che se il partito non avesse agito presto, sarebbe stato disperso dalla polizia francese. Học sviluppò l'entusiasmo per la rivolta e coloro che erano riluttanti a portarla a termine vennero costretti a obbedire. La rivolta era fissata per la notte del 9 febbraio e le ore piccole del giorno successivo. Hoc doveva comandare le forze nel Delta del fiume Rosso inferiore vicino alla città di Haiphong, a Nguyen Khac Nhu venne assegnato il Delta superiore intorno a Yên Bái e Pho Duc Chinh doveva guidare un attacco alla postazione militare di Sơn Tây. Nguyen The Nghiep, che si era separato dal corpo principale del VNQDĐ, guidava un gruppo che ora si trovava oltre il confine cinese nella provincia dello Yunnan. Disse che aveva l'appoggio dei soldati locali presso la guarnigione di Lào Cai e che avrebbe lanciato attacchi contro i posti di frontiera francesi, in modo che i membri del VNQDĐ in esilio potessero rientrare in Vietnam e unirsi alla rivolta.
Le rivolte avrebbero dovuto essere simultanee, ma Học inviò un ordine dell'ultimo minuto a Nhu per rinviare l'azione al 15 febbraio. Il messaggero venne arrestato dai francesi e Nhu non era a conoscenza del cambio di programma. Yên Bái era una postazione militare che comprendeva più di 600 soldati in quattro compagnie di fanteria. Questi erano comandati da 20 ufficiali e sottufficiali francesi. I membri del VNQDĐ avevano sposato il sentimento rivoluzionario nell'area per diversi mesi e c'era una notevole tensione nella città che portò al previsto ammutinamento. Il vicino villaggio di Sơn Dương a Phú Thọ era un focolaio di preparativi, poiché molte delle bombe e delle granate utilizzate dal VNQDĐ venivano fabbricate lì. Questi erano realizzati con gusci di ghisa o contenitori di oppio in cemento che venivano poi riempiti con polvere da sparo. Più di 100 bombe vennero fatte da parte di circa 20 militanti a casa di Nguyen Dac Bang, che organizzò anche la stesura e la stampa di volantini di propaganda - per la distribuzione tra soldati e civili - e guidò il reclutamento di abitanti del villaggio nella sua zona. Nel corso dei preparativi, gli amministratori del villaggio, che facevano parte del regime francese, si unirono al movimento e non riferirono le attività ai loro superiori coloniali. Fu lì che Nhu preparò un posto di comando per coordinare quello che sarebbe stato il fulcro dell'attacco, gli assalti contro Yên Bái e Phú Thọ. Bombe e altre armi vennero fabbricate anche a Cao Mai e Xuan Lung nel distretto di Lam Thao.
Alcuni membri del VNQDĐ, abitanti dei villaggi di Sơn Dương e di altri insediamenti nel distretto di Lâm Thao, sia maschi sia femmine, avevano iniziato ad arrivare a Yen Bay con le armi nel loro bagaglio. Raggiunsero la città della guarnigione in treno con la scusa di recarsi in pellegrinaggio a un noto tempio. Essi portavano bombe, scimitarre e insegne, che nascondevano sotto materiale religioso, come incenso, frutta e fiori che dovevano essere offerti all'altare. Il gruppo si divise in tre e sbarcò in tre postazioni diverse per non destare sospetti da parte della polizia. Vennero poi condotti nei nascondigli da quei soldati vietnamiti dell'esercito coloniale che erano in combutta con loro. il rapporto francese finale stimò 60 partecipanti in base alla fluttuazione del numero di biglietti ferroviari di quarta classe venduti per il servizio ferroviario in questione.
Il 9 febbraio, la sera prima degli attacchi, a Sơn Dương, un folto contingente di ribelli fece gli ultimi preparativi prima di entrare in battaglia. Essi s'incontrarono in tre punti; le case di Bang e dello studioso confuciano locale, e nei campi. Poi si unirono per un incontro finale prima che Nhu dividesse le forze unite in due gruppi. Nhu ne condusse uno verso una caserma a Hưng Hóa, mentre l'altro avrebbe attaccato le strutture cittadine nella capitale del distretto di Lâm Thao. Alcuni membri dei ribelli indossavano uniformi cachi e partirono per il loro obiettivo dopo mezzanotte. Nhu era armato con la pistola, mentre gli altri ricevettero ciascuno una scimitarra e due bombe. I gruppi attraversarono i fiumi su barche e arrivarono all'esterno dei loro punti di attacco, dove dovevano sincronizzare i loro assalti inviando un segnale luminoso.
Il comandante francese locale a Yên Bái era stato avvertito di circostanze sospette e, sebbene non avesse dato loro credito, attuò piccole precauzioni. Al calar della notte, i cospiratori del VNQDĐ a Yên Bái tennero un incontro finale su una collina vicina. Indossavano fasce di seta rossa e oro. Il rosso rappresentava la rivoluzione e l'oro rappresentava il popolo vietnamita. Indossavano bracciali rossi con le parole "Forze Rivoluzionarie Vietnamite". Circa quaranta parteciparono e alcuni volevano fare marcia indietro, ma il resto minacciò di farli fucilare.

## L'ammutinamento
Verso l'1:30 del mattino lunedì 10 febbraio 1930, circa 50 soldati indigeni appartenenti al 2º Battaglione del 4º Reggimento fucilieri tonchinesi (Régiment de Tirailleurs Tonkinois), di stanza a Yên Bái e rinforzati da circa 60 membri civili del VNQDĐ, attaccarono i loro 29 ufficiali e sottufficiali francesi. Il piano prevedeva che i ribelli si dividessero in tre gruppi. Un gruppo doveva infiltrarsi nelle caserme di fanteria, uccidere i sottufficiali francesi nei loro letti e aumentare il sostegno tra le truppe vietnamite; un secondo, che doveva includere i membri esterni del VNQDD, doveva farsi strada nel quartier generale, mentre il terzo gruppo sarebbe entrato negli alloggi degli ufficiali. L'obiettivo a più lungo termine era conquistare la caserma, mettere in sicurezza la città, installare cannoni antiaerei sulle colline e creare un punto di forza intorno alla stazione ferroviaria. Dovevano scavare trincee intorno a esso per difenderlo dalle forze coloniali in arrivo.
I francesi vennero colti alla sprovvista e cinque vennero uccisi, con tre gravemente feriti. Gli ammutinati riuscirono a persuadere qualche altro fuciliere della 5ª e della 6ª Compagnia del battaglione e issarono la bandiera del VNQDĐ in cima a uno degli edifici. Essi conquistarono l'armeria e proclamarono la vittoria. I capi della rivolta inviarono una pattuglia nel centro della città per esortare la popolazione a unirsi all'insurrezione, affermando falsamente di aver già eliminato l'intero corpo degli ufficiali francesi.
In parte, le autorità di Yên Bái non previdero l'attacco come avrebbero potuto, a causa della mancanza di coordinamento tra le autorità militari e civili. Il comandante della guarnigione vedeva la base al di fuori dell'ambito dell'amministrazione civile e l'imbarazzo tra gli amministratori militari e civili era accentuato dal fatto che il residente civile era stato in precedenza un ufficiale di grado inferiore rispetto al comandante della guarnigione.
Tuttavia, circa due ore dopo, divenne evidente che la rivolta mal coordinata era fallita, poiché i restanti 550 soldati indigeni si rifiutarono di partecipare all'ammutinamento, aiutando invece a sedare la ribellione. Alcuni andarono in città per proteggere i civili e gli uffici dagli attacchi francesi. Tre sergenti vietnamiti vennero successivamente insigniti della Médaille militaire per il loro ruolo nella repressione dell'ammutinamento, mentre altri sei fucilieri ricevettero la Croix de Guerre. L'attacco generò inizialmente confusione nell'amministrazione francese. Venne ampiamente riportato dai media francesi in Vietnam e in Europa che il Partito Comunista Indocinese aveva organizzato la rivolta, e ciò venne trasmesso anche dalle autorità coloniali locali in Vietnam al ministro delle Colonie, che continuava a credere che i comunisti fossero stati responsabili tre decenni dopo l'evento.
A causa del fallimento del loro tentativo di prendere il controllo della caserma, i leader del VNQDĐ non raggiunsero il loro obiettivo di impadronirsi della stazione ferroviaria. Inoltre non riuscirono a tagliare le linee telegrafiche, consentendo alle forze coloniali d'inviare un messaggio di richiesta di supporto aereo.
Una ragione addotta per spiegare il fallimento del grosso della guarnigione nel sostenere i ribelli era che un leader locale del VNQDĐ all'interno della guarnigione, Quang Can, si era ammalato durante il periodo precedente ed era stato mandato in un ospedale di Hanoi. Quando seppe della rivolta fallita, si suicidò.  Inoltre, gli insurrezionalisti non erano riusciti a liquidare la postazione della Garde indigène (la gendarmeria nativa) della città di Yên Bái e non riuscirono a convincere la popolazione civile spaventata a unirsi a loro in una rivolta generale. Alle 07:30, un contrattacco dei fucilieri dell'8ª Compagnia del battaglione guidati dal loro comandante francese, spalleggiati da un solo aereo, disperse gli ammutinati; due ore dopo, l'ordine venne ristabilito a Yên Bái.

La bandiera del VNQDĐ venne eretta per breve tempo in cima alla guarnigione di Yên Bái

## La rivolta del VNQDĐ
Nella stessa sera fallirono anche i due tentativi insurrezionali del VNQDĐ nel settore di Sơn Dương. Quando Nhu vide la luce lampeggiare da Lâm Thao, ordinò ai suoi uomini - circa 40 - di entrare a Hưng Hóa e dirigersi verso le baracche, per fare irruzione nella postazione della Garde indigène. Gli uomini di Nhu attraversarono le strade evitando di passare davanti agli uffici amministrativi francesi e arrivarono al complesso militare, gridando alle sentinelle vietnamite di aprire le porte e di unirsi alla rivolta. Uno dei militanti del VNQDĐ portava uno striscione che diceva "Forze armate rivoluzionarie: ogni sacrificio per la liberazione della patria e del popolo vietnamita".  Avevano puntato sul fatto che i loro connazionali si unissero a loro, ma invece vennero accolti con colpi di arma da fuoco. Il VNQDĐ rispose lanciando bombe oltre i muri e dando fuoco a una porta laterale. Poi essi entrarono con la forza e concentrarono il loro attacco sulla residenza dell'ufficiale in comando, ma egli riuscì a scappare. Tre degli uomini penetrarono nel complesso degli ufficiali per organizzare una ricerca. Le forze coloniali erano più forti e respinsero facilmente il gruppo del VNQDĐ, che si ritirò e si diresse verso il fiume. Tuttavia, i loro tre compagni erano nel complesso alla ricerca dell'ufficiale in comando e non sentirono il segnale di ritirata. Tuttavia, riuscirono a fuggire dopo che le truppe coloniali avevano già disperso i loro colleghi del VNQDĐ. I francesi catturarono altri tre uomini e 17 bombe inutilizzate.
Sembrava che alcuni dei soldati vietnamiti e dei gendarmi della Garde indigène che comprendevano la guarnigione di Hưng Hóa avessero ricevuto un preavviso dell'insurrezione. I membri del VNQDĐ avevano svolto un lavoro di propaganda nel tentativo di reclutare i tirailleurs di Hưng Hóa in passato ed erano fiduciosi di poterli influenzare. Forse diffidenti nei confronti della lealtà dei tirailleurs e delle gardes reclutate localmente, gli ufficiali francesi avevano portato 50 soldati da un'altra zona alla vigilia della rivolta.
Nhu allora decise che i suoi uomini sarebbero andati a Lâm Thao per rinforzare i loro colleghi. Lungo la strada, si fermarono nella vicina città di Kinh Khê, dove l'istruttore, Nguyen Quang Kinh, e una delle sue due mogli vennero uccise dai membri del VNQDĐ in un'apparente uccisione per vendetta. Kinh era stato precedentemente affiliato al VNQDĐ, i cui membri lo portarono via. Sua moglie aveva cercato di seguirlo, quindi il VNQDĐ catturò anche lei. I rapporti dell'intelligence francese ipotizzavano che Kinh fosse stato ucciso perché non voleva unirsi ai suoi ex colleghi. Nhu guidò quindi i suoi uomini attraverso Lâm Thao. Il piano era che avrebbero contribuito a consolidare il controllo dell'altra unità sulla città fino al pomeriggio. Speravano che l'attacco a Yên Bái sarebbe stato completato con successo per allora e che gli ammutinati e la gente di Yên Bái sarebbero venuti a Lâm Thao e avrebbero organizzato le loro forze prima di attaccare le caserme di Phú Thọ. Tuttavia, non furono abbastanza veloci.
All'inizio della notte, il gruppo del VNQDĐ a Lâm Thao era riuscito a distruggere la postazione della Garde indigène a Lâm Thao e il VNQDĐ aveva per breve tempo preso il controllo della sede del distretto. Avevano disarmato il personale vietnamita del distaccamento della Garde indigène in città e il capo distretto fuggì, così i nazionalisti poterono incendiare i suoi alloggi. Il VNQDĐ e la popolazione nelle aree circostanti rispose entrando in città, gridando slogan nazionalisti e offrendo ai volontari di unirsi alla rivolta o di donare scorte di cibo. La bandiera del VNQDĐ venne issata sulla città e venne letto un proclama della vittoria. All'alba, un'unità della Garde indigène appena arrivata inflisse pesanti perdite al gruppo di ribelli, ferendo mortalmente Nhu, uno dei principali leader del VNQDĐ. Nhu tentò il suicidio, riuscendo finalmente al terzo tentativo. Molti dei ribelli vennero catturati e il resto si ritirò.
Consapevole di ciò che era accaduto nella regione del Delta superiore, Chinh abbandonò i piani per un attacco alla guarnigione di Sơn Tây e fuggì, ma venne catturato pochi giorni dopo dalle autorità francesi. I francesi imposero un coprifuoco a Hanoi, la capitale del Vietnam del Nord, per 12 giorni. Le truppe francesi vennero inviate a Sơn Tây e a Phú Thọ, dov'erano stati pianificati gli attacchi del VNQDD, e vennero inviati rinforzi a Tuyên Quang, Nam Định e Hải Dương. Le guarnigioni che consistevano interamente di vietnamiti vennero rinforzate con soldati francesi.
Alcuni altri incidenti violenti si verificarono fino al 22 febbraio, quando il governatore generale dell'Indocina francese Pierre Pasquier dichiarò che l'insurrezione era stata sconfitta. Il 10 febbraio, un poliziotto venne ferito da un membro del VNQDĐ a un posto di blocco a Hanoi; di notte, gli studenti d'arte colpirono gli edifici governativi con le bombe. Gli edifici vennero presi di mira perché simboleggiavano ciò che gli studenti consideravano il potere repressivo dello stato coloniale. La notte del 15 febbraio e la mattina presto del 16 febbraio, i vicini villaggi di Phú Đức nella Provincia di Thái Bình e Vĩnh Bảo nella Provincia di Hải Dương vennero conquistati per alcune ore dal leader del VNQDĐ, Nguyễn Thái Học, e dalle sue forze rimanenti. Nel primo caso, i combattenti del VNQDD si travestirono da truppe coloniali e riuscirono a ingannare gli avversari, prima di impadronirsi della postazione militare in città. Nel processo, ferirono tre guardie e disarmarono la postazione. Nel secondo villaggio, il mandarino locale che rappresentava il governo coloniale francese, Tri Huyen, venne assassinato. Dopo essere stato cacciato, il VNQDĐ fuggì nel villaggio di Co Am. Il 16 febbraio, gli aerei da guerra francesi risposero bombardando l'insediamento. Era la prima volta che la forza aerea veniva usata in Indocina. Cinque biplani Potez 35 in legno sganciarono 60 bombe da 10 kg sul villaggio e spararono indiscriminatamente colpi di mitragliatrice, uccidendo 200 persone, per lo più civili. Lo stesso giorno, il residente superiore del Tonchino René Robin ordinò un'operazione di rastrellamento che coinvolse duecento Gardes indigènes sotto otto comandanti francesi e due ispettori della Sûreté. L'insurrezione venne ufficialmente dichiarata conclusa il 22 febbraio, dopo che Hoc e i suoi luogotenenti, Pho Duc Chinh e Nguyen Thanh Loi, vennero arrestati mentre cercavano di fuggire in Cina. Robin disse ai suoi ufficiali di pubblicizzare il bombardamento punitivo del villaggio per intimidire e dissuadere altri insediamenti dal sostenere il VNQDĐ.
In risposta agli attacchi del VNQDĐ, i francesi s'impegnarono in incursioni punitive a Sơn Dương, bruciando 69 case, costringendo i villaggi a pagare tasse extra e a svolgere lavori di corvée per ricostruire la proprietà francese distrutta a Lâm Thao. Gli abitanti del villaggio vennero quindi multati e costretti sotto la minaccia delle armi a camminare per 16 km fino a Lâm Thao dal loro villaggio per consegnare bambù alle autorità francesi. A Sơn Dương e in altri villaggi, la grande siepe di bambù che racchiudeva gli insediamenti venne rimossa nel tentativo di "svergognare" la popolazione, che ora era "esposta" al mondo esterno. Le truppe di Yên Bái avviarono un inasprimento sulla sicurezza vietando alle barche locali di viaggiare lungo il fiume Rosso e impedendo il trasporto di merci con altri mezzi, con il risultato di 10 000 perdite di entrate nell'arco di un mese.
L'antropologo e storico Hy V. Luong ha affermato che sebbene il fallimento dell'attacco non fosse inaspettato dato lo squilibrio delle risorse, ha anche notato che la base di appoggio del VNQDĐ era schiacciantemente ristretta alla classe urbana istruita piuttosto che alle masse rurali, e non era quindi adatto a una guerriglia prolungata dato che non aveva istruito la popolazione a tale scopo.

## La reazione francese
Né l'ammutinamento né la rivolta popolare furono del tutto una sorpresa per le autorità francesi. La prima repressione su larga scala del governo coloniale contro il VNQDĐ nel 1929 aveva sostanzialmente danneggiato il partito, che si era modellato sul Kuomintang cinese di Chiang Kai-shek. La repressione ebbe anche l'effetto di aumentare le tendenze violente all'interno di quel che restava del VNQDĐ. La sua leadership rimanente era ora disposta a intensificare i preparativi per un violento rovesciamento del dominio coloniale per creare una repubblica vietnamita indipendente. La maggior parte dei ranghi dirigenziali del partito, ma non i suoi membri e affiliati di rango inferiore, sembravano aver concluso di essere troppo deboli e spiati troppo da vicino dalla Sûreté per avere una significativa possibilità di successo. Nel caso più ottimistico, potevano sperare d'innescare una rivolta spontanea; nel peggiore, le successive rappresaglie francesi li avrebbero trasformati in martiri anticoloniali. Infine, c'era disaccordo o un problema di comunicazione sui tempi dell'insurrezione: dopo che Hoc aveva ordinato il rinvio dell'ammutinamento, Nhu procedeva ancora.

### I provvedimenti giudiziari
Una delle prime risposte prese all'indomani dell'ammutinamento di Yên Bái fu la "purificazione delle unità e l'invio dei contaminati in detenzione o in unità disciplinari isolate". Ciò consisteva in un'epurazione interna dell'esercito organizzata dalle autorità militari e nel perseguimento dei partecipanti civili e militari all'ammutinamento e alla rivolta del VNQDĐ in generale da parte delle autorità civili competenti. L'azione giudiziaria avvenne attraverso la Commissione Criminale del Tonchino, creata dal governatore generale Pasquier il 12 febbraio e presieduta da Jules Bride. Si riunì cinque volte in quattro luoghi diversi nel corso del 1930. Processò 547 persone, tra soldati e civili, ed emise 80 condanne a morte (non tutte eseguite), 102 ergastoli ai lavori forzati, 243 deportazioni, 37 condanne a lavoro per 20 anni, sei condanne più brevi di lavoro forzato, due detenzioni a vita e un periodo di detenzione per 20 anni. Ci furono 18 assoluzioni e 58 imputati non poterono essere perseguiti per mancanza di prove. Oltre alla Commissione penale, anche i tribunali provinciali vennero coinvolti nei procedimenti legali. I prigionieri deportati venivano inviati in luoghi come l'isola colonia penale di Poulo Condor al largo della costa del Vietnam meridionale, o nella Guyana francese per unirsi ad altri prigionieri di eventi come durante la rivolta di Thai Nguyen del 1917, dove un campo di prigionia veniva utilizzato per sgomberare la terra per lo sviluppo economico.
Il maggior numero di condanne a morte venne emesso dalla prima Commissione penale, che si riunì a Yên Bái il 27 febbraio, appena 17 giorni dopo gli attacchi, per processare le persone implicate nell'ammutinamento e nelle insurrezioni vicine. La Commissione penale era in realtà un tribunale militare che teneva i procedimenti in stanze improvvisate nelle caserme. Alcuni dei militari accusati si difesero adducendo che erano stati "sorpresi e costretti a prendere parte all'insurrezione". Gli altri imputati, militari o civili, accettarono la totale responsabilità di tutte le azioni, comprese quelle degli uomini sotto il loro comando, mentre altri negarono qualsiasi coinvolgimento. Alcuni dirigenti di medio livello ammisero di aver compiuto le azioni in questione ma affermarono che non costituivano reati ma doveri verso il Paese o il partito e quindi non costituivano colpa personale. In alternativa, sostennero che stavano eseguendo gli ordini e quindi non erano responsabili. Al contrario, Hoc si descrisse come un rivoluzionario professionista e si assunse la responsabilità dell'intera campagna. Si presentò come il leader del VNQDĐ e poi tenne un discorso politico sugli obiettivi del VNQDĐ e sul motivo per cui il lobbismo non violento era inefficace, prima di essere interrotto dal presidente. I membri del VNQDĐ mescolavano retorica anticoloniale basata su aneddoti di precedenti guerrieri anticinesi e antifrancesi, con la storia francese e il pensiero politico sui diritti civili che, secondo Luong, mostravano l'influenza dell'educazione francese sulla base politica del VNQDĐ. Egli ha citato gli esempi di Hoc - che usò ripetutamente termini come uguaglianza e libertà - e quello della sorella della fidanzata di Hoc, che disse che la situazione coloniale era ingiusta e incoerente con la stima francese per Giovanna d'Arco. Tra le 87 persone giudicate colpevoli a Yên Bái, 46 erano militari. Dei condannati, 39 vennero condannati a morte, cinque alla deportazione, 33 all'ergastolo di lavori forzati, da nove a 20 anni e da uno a cinque anni di lavori forzati. Tra i condannati a morte, 24 erano civili e 15 militari. In una sessione della Commissione penale a Phú Thọ, alcuni imputati vennero condannati all'ergastolo in altre colonie francesi per aver donato alla causa appena 100 piastre, anche se in alcuni di questi casi le autorità ammisero di non poter provare che gli imputati fossero membri del VNQDĐ.

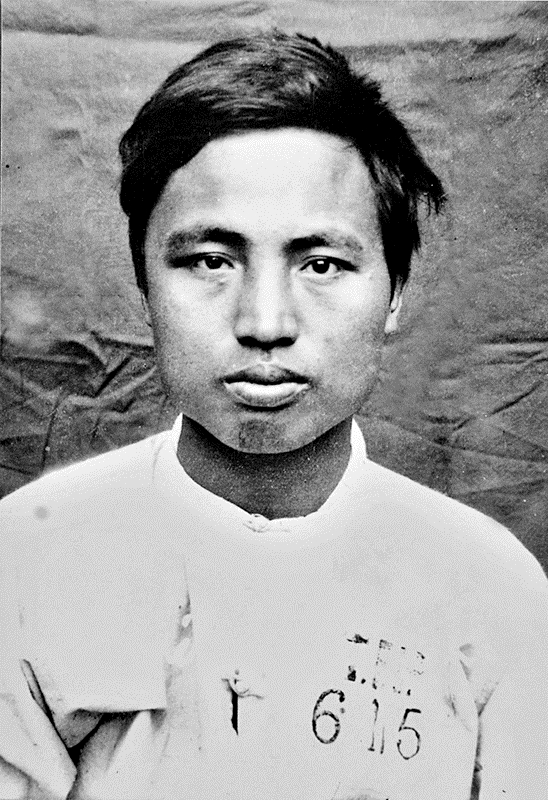
Nguyễn Thái Học, leader del VNQDĐ, venne giustiziato per il suo ruolo nel guidare la rivolta

Hoc e altri membri del gruppo dirigente, con l'eccezione di Chinh, tentarono di appellare le sentenze di morte presso il Consiglio del Protettorato e, dopo che questo tentativo fallì, chiesero la grazia. Subito dopo l'emissione del gran numero di condanne a morte e mentre si esaminavano gli appelli e le richieste di clemenza, si accese un vigoroso dibattito sull'opportunità delle misure giudiziarie. Quelli associati al regime coloniale in Vietnam sostennero con forza dure punizioni e un'ulteriore espansione del potere, mentre le autorità nazionali in Francia assunsero una posizione più moderata in pubblico a causa della presenza di movimenti politici di sinistra. Al contrario, i dipendenti pubblici vietnamiti discordavano con le opinioni dei loro supervisori coloniali francesi. Nel marzo 1930, M Borel, il delegato francese all'Alto Consiglio delle Colonie del Vietnam del Nord, convocò una riunione di funzionari locali con l'intenzione di usarla come una dimostrazione di sostegno politico per la concessione di poteri più ampi alle autorità coloniali per reprimere le attività filoindipendentiste. Tuttavia, ciò gli si ritorse contro, poiché i burocrati vietnamiti avevano già concordato all'unanimità in precedenza in una riunione della Camera dei rappresentanti del Tonchino di sollevare le questioni del bombardamento punitivo di Co Am e della pena di morte. Quando avvenne l'incontro con Borel, si opposero a una mozione per aumentare l'autorità dei funzionari francesi e a una mozione per avallare le sentenze emesse dai tribunali militari, avendo cercato di ritardare i procedimenti con discorsi che facevano perdere tempo. Chiesero anche una maggiore partecipazione vietnamita nell'esercito coloniale e la revoca della lista nera di vari studenti che avrebbero dovuto ricoprire incarichi governativi in futuro per passate agitazioni politiche. Alla fine i burocrati locali se ne andarono e i funzionari francesi votarono per aumentare i poteri del governatore generale dell'Indocina, presumibilmente consentendogli di rivedere i casi di pena capitale senza richiedere l'approvazione finale di Parigi. Questa mozione non era vincolante per il governo centrale di Parigi, ma venne ampiamente riportata dai media sia in Francia sia in Vietnam.
In Francia, la severità delle condanne ha portato a una campagna del Partito Comunista Francese, della Lega Francese per i Diritti Umani (LFDH) e a varie manifestazioni di espatriati vietnamiti. A quel tempo, più di 1 500 studenti vietnamiti risiedevano in Francia, in particolare a Parigi. Il 22 maggio 1930, più di 1 000 studenti manifestarono fuori dal Palazzo dell'Eliseo contro la reazione francese a Yen Bay. La polizia ne arrestò 47 e alla fine ne deportò 17 in Vietnam, dove la maggior parte di loro s'impegnò in attività anticoloniali comuniste. Ciò avvenne a dispetto di un'ordinanza del tribunale che riteneva infondate le accuse del governo contro di loro e portò a un dibattito combattivo nell'Assemblea nazionale tra i partiti Comunista e Socialista da una parte e la maggioranza conservatrice dall'altra.

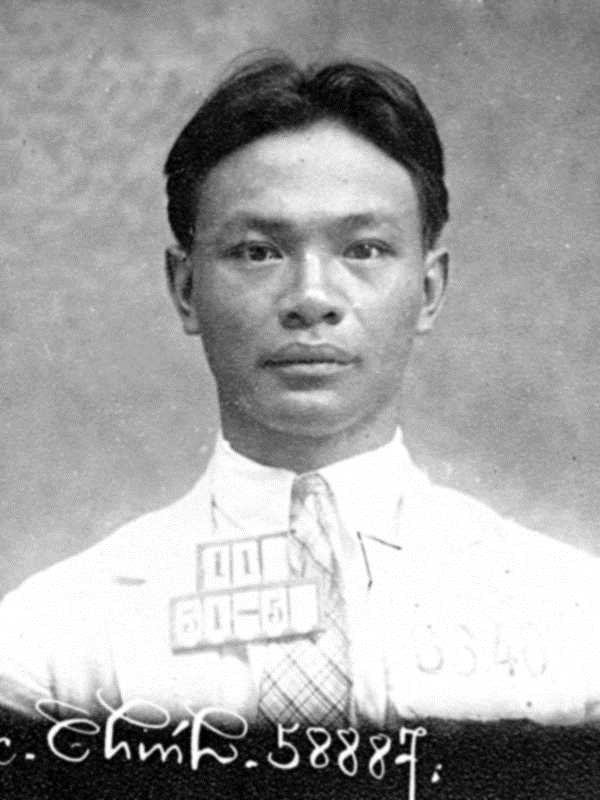
Phó Đức Chính – uno dei comandanti dell'Esercito rivoluzionario vietnamita (Việt-nam Cách-mạng Quân)

A causa dell'elevato numero di condanne a morte emesse, il ministro delle Colonie intervenne presso il governatore generale Pasquier, in modo che nessuna esecuzione potesse essere eseguita a meno che il caso non fosse stato rivisto da una commissione di grazia. La grazia presidenziale ridusse da 39 a 13 il numero delle condanne a morte pronunciate dalla prima Commissione penale a Yên Bái. La grazia veniva rifiutata solo a coloro che avevano ucciso un ufficiale francese, un maresciallo o un soldato indigeno. I civili beneficiarono in proporzione di più di questo intervento, poiché i soldati erano stati responsabili della maggior parte degli omicidi a Yên Bái. Tra i 13 che vennero ghigliottinati il 17 giugno 1930 c'erano i massimi leader del VNQDĐ, Hoc e Chinh. I condannati gridarono "Viet Nam!" mentre venivano giustiziati. La fidanzata di Hoc si suicidò più tardi lo stesso giorno. Hoc rivolse un ultimo appello ai francesi sotto forma di lettera. In esso affermava di aver sempre voluto collaborare con le autorità, ma che l'intransigenza francese lo aveva costretto a ribellarsi. Sosteneva che se la Francia avesse voluto rimanere in Indocina, avrebbe dovuto abbandonare le politiche che definì brutali e diventare più amabile nei confronti del popolo vietnamita. Chiedeva l'introduzione dell'istruzione universale, la formazione nel commercio e nell'industria e la fine della corruzione dei mandarini installati in Francia. La rivista Phu Nu Tan Van (Quotidiano femminile) diffuse le immagini dei membri condannati del VNQDĐ in uno dei suoi numeri, elevando la statura dei rivoluzionari nella morte.
Anche il bombardamento punitivo di Co Am portò a critiche nei confronti del governo francese. Il governo centrale di Parigi difese le azioni dei suoi ufficiali in Vietnam, citando casi precedenti nel 1912, nel 1917 e nel 1920, quando gli attacchi aerei vennero usati per sopprimere le rivolte anticoloniali riducendo al minimo le vittime del regime. Il residente superiore Robin difese con forza la sua politica di attacchi aerei, affermando che poiché era risaputo che la popolazione era ostile all'autorità francese, era inutile rischiare vittime francesi, che secondo lui avrebbero incoraggiato il morale nazionalista. Disse:
La LFDH sollevò anche la questione dell'incendio punitivo delle case a Sơn Dương, in corrispondenza con il Ministero delle Colonie in merito alla legalità del danno alla proprietà. La LFDH affermò che l'incendio di abitazioni era punibile con la morte ai sensi sia della legge vietnamita sia di quella francese. Nel 1932, il Ministero delle Colonie rispose e disse che gli incendi erano stati fatti con l'approvazione degli anziani del villaggio. La risposta seguì una linea di ragionamento deterrente simile alla giustificazione degli attacchi aerei su Co Am. Essa diceva: "Qualsiasi altro metodo sarebbe stato considerato un segno di debolezza [e] ci avrebbe portato non alla distruzione di poche case di paglia, ma all'uso delle armi e al sacrificio di un numero molto maggiore di persone sotto la nostra protezione che potrebbe essere stato coinvolto in quel movimento".
Vennero anche emanate sanzioni contro gli ufficiali francesi il cui comportamento negligente aveva contribuito all'ammutinamento di Yên Bái. Il residente superiore Robin esonerò il residente Massimi dai suoi doveri subito dopo l'ammutinamento. Non venne inflitta nessuna punizione al comandante Le Tacon, il principale responsabile della sicurezza a Yên Bái che non era riuscito a fermare l'ammutinamento. Né Robin né il generale Aubert, che alla fine erano responsabili dei fallimenti dei loro subordinati, vennero puniti. Il primo rimase in Indocina come governatore generale fino al suo ritiro nel 1936. Aubert tornò in Francia quando il suo mandato triennale terminò nell'autunno del 1930.
Il comandante superiore, il generale Aubert, che era stato così indulgente nei confronti di Le Tacon, organizzò un'epurazione interna dell'esercito parallelamente ai processi delle Commissioni penali. I suoi obiettivi erano riaffermare il controllo sulle forze armate indigene nel Tonchino identificando, penalizzando, isolando e rieducando le truppe sleali, dando così l'esempio agli altri. Secondo Patrice Morlat, "545 fucilieri e marescialli furono oggetto di sanzioni: 164 vennero trasferiti in compagnie di disciplina nel Tonchino, 94 in Africa [...], 57 vennero consegnati alla giurisdizione civile e 160 vennero degradati e messi in congedo senza paga». Tali azioni correttive dimostrarono il livello d'infiltrazione dell'esercito e mostrarono chiaramente che la colpevolezza predominante per l'ammutinamento era attribuita esattamente ai vietnamiti. In contrasto con la prima fase di soppressione del VNQDD nel 1929, quando 121 soldati sospettati di appartenere al VNQDĐ vennero puniti e 40 messi sotto inchiesta dalla Sûreté, le misure prese dopo Yên Bái furono molto più estese e dure. Più di 500 dei 12 000 soldati indigeni del Tonchino, una quota del 4,5%, vennero puniti dai militari, a dimostrazione della misura in cui i soldati vietnamiti nel Nord vennero visti coinvolti in attività contrarie al loro dovere militare.
A un livello sociale più generale, le autorità francesi assunsero una linea più rigorosa nei confronti di qualsiasi attività che potesse essere considerata indipendentista. La scrittura di canzoni filo-VNQDĐ venne accolta con ordini di detenzione e molte associazioni a livello di villaggio vennero bandite a causa del timore che potessero essere utilizzate per l'organizzazione politica.
Molti villaggi pesantemente colpiti dall'ammutinamento e dalla successiva repressione videro un improvviso aumento delle conversioni al cattolicesimo, poiché molti speravano che i preti francesi facessero pressioni sulle autorità affinché le condanne inflitte ai loro amici e parenti venissero ridotte. Nel decennio successivo, la percentuale di cattolici nella provincia di Phú Thọ salì al 14%.
Nel 1936, il Fronte Popolare di sinistra salì al potere, provocando un'ondata di riduzioni della pena, anche se con condizioni di libertà vigilata che costrinse i condannati a rimanere nei propri villaggi e riferire periodicamente alle autorità locali. Ci fu anche un aumento dei tentativi di dissuadere gli attivisti nazionalisti tentando di dare loro posti di lavoro di basso livello nell'amministrazione, ma questa politica non ebbe molto successo.

## L'impatto sul dominio coloniale
L'impatto dell'ammutinamento sul dominio francese fu minimo, a breve e lungo termine. Le vittime militari inflitte all'esercito francese nell'attacco furono in cifre singole e l'attacco non generò una consapevolezza diffusa tra la popolazione, poiché non si verificò la prevista rivolta popolare. Invece, l'attacco fallì e vide un gran numero di membri del VNQDĐ uccisi, catturati o giustiziati. La successiva repressione militare e civile francese vide aumentare la sicurezza militare e la capacità del VNQDĐ di minacciare l'autorità francese in Vietnam si estinse. La stragrande maggioranza della leadership venne uccisa o condannata a morte e ciò che restava del VNQDĐ fuggì in Cina, dove emersero diverse fazioni sotto una leadership disparata. Nel lungo periodo, Yên Bái permise al Partito Comunista Indocinese di Ho Chi Minh di ereditare lo status del VNQDĐ come principale movimento rivoluzionario anticoloniale. Dopo la seconda guerra mondiale, si presentò l'opportunità di lottare per l'indipendenza vietnamita e ciò permise ai comunisti del Viet Minh di dettare la piattaforma del movimento indipendentista. Di conseguenza, i comunisti riuscirono a posizionarsi per diventare la forza dominante nel Vietnam post-indipendenza.

## Le riforme militari accelerate dall'ammutinamento
L'ammutinamento riportò l'attenzione sulla tensione a lungo termine sull'uso dei soldati indocinesi e sui modi in cui avrebbe potuto essere risolta. La tensione potrebbe essere fatta risalire alla creazione dell'Indocina francese. La Cocincina, termine europeo per il Vietnam meridionale, era stata colonizzata nel 1867 e le restanti parti del Vietnam, il Tonchino e l'Annam, la parte settentrionale e le regioni centrali, vennero conquistate nel 1883. Nominalmente, solo la Cocincina era una colonia, mentre il Tonchino, l'Annam, la Cambogia e il Laos erano un protettorato che insieme comprendevano l'Indocina francese. Il problema era incentrato sulla dipendenza francese dai soldati nativi per mantenere il controllo coloniale. Questa esigenza era problematica perché i soldati indocinesi erano sia esecutori dell'ordine coloniale sia sudditi coloniali. Ciò creò costanti preoccupazioni francesi sulla loro lealtà. Nonostante i numerosi tentativi di affrontare la questione, la tensione di fondo tra la necessità e il sospetto delle truppe indigene non venne mai risolta del tutto. La necessità di forze per pacificare le campagne era troppo pressante per farne a meno. Di conseguenza, la tensione riaffiorava a intervalli regolari, sia a causa delle proposte per migliorare la posizione dei soldati indocinesi nell'esercito, sia dopo che un ammutinamento aveva sollevato punti interrogativi sulla lealtà dei soldati.

### Il contesto dei soldati vietnamiti nell'esercito francese
La richiesta di soldati indocinesi, ausiliari prima e truppe regolari poi, era presente fin dall'inizio della conquista francese. Le truppe francesi non furono mai numericamente sufficienti per affermare il controllo della popolazione e quindi mantenere la Pax Gallica nella colonia, richiedendo quindi rinforzi locali. Le truppe francesi erano troppo costose rispetto alle truppe native sostanzialmente più economiche. La mancanza di manodopera in Europa causata da altri programmi imperiali e le pesanti perdite nella prima guerra mondiale sul fronte occidentale causarono ulteriormente la necessità di reclutare truppe indocinesi. Poiché l'Indocina francese era una colonia di dominazione e sfruttamento piuttosto che una colonia di coloni, non c'erano francesi locali sufficienti per costituire un esercito di coloni. Le truppe native generalmente conoscevano meglio le condizioni locali e potevano essere utilizzate sul terreno su cui le truppe straniere erano svantaggiate. In particolare, dopo il 1915, l'Indocina francese avrebbe dovuto contribuire finanziariamente alla difesa della colonia e persino inviare truppe indigene in Francia.
I soldati indigeni soddisfacevano una serie di scopi diversi. Inizialmente furono collaboratori nella conquista dell'Indocina, aiutando a sconfiggere le forze della dinastia Nguyễn e poi nella sua pacificazione. Dopo che la campagna di pacificazione venne ufficialmente completata nel 1897, le due funzioni principali dell'esercito coloniale erano il mantenimento della pace interna e la sicurezza esterna. Entrambi questi compiti furono svolti in collaborazione con altre istituzioni armate, come la Garde indigène (poi indochinoise), la gendarmeria, la polizia e i partigiani irregolari nelle regioni di confine. La Garde indigène, una forza paramilitare, era la principale responsabile della gestione del turbamento della pace e quindi svolse un ruolo importante nella repressione delle manifestazioni pubbliche e dei disordini popolari.
La partecipazione dei soldati indigeni alle forze coloniali era usata come simbolismo politico, prova che i cinque territori dell'Unione erano giustamente sotto la tutela francese. Ciò era il "pedaggio di sangue" da pagare per la Pax Gallica. Nella loro posizione di colonizzatori e sudditi coloniali, le truppe coloniali native erano anche un cuscinetto tra i francesi e la popolazione disarmata. La loro presenza dimostrava il controllo e il potere francese alla popolazione ordinaria, scoraggiando coloro che intendevano rovesciare violentemente il dominio francese. Il dilemma era che i francesi avevano bisogno di soldati locali per mantenere la loro autorità, ma non potevano fare troppo affidamento su di loro a causa di un'innata paura che si ribellassero o disertassero. Questa preoccupazione era profondamente istituzionalizzata nell'esercito sotto forma di rapporti "sicuri" tra soldati "bianchi" e "gialli", segregazione dell'esercito e barriere che impedivano ai vietnamiti di diventare ufficiali fino al 1929. L'ammutinamento innescò i timori a lungo esistenti sulla lealtà dei soldati indigeni, così come molte risposte francesi tradizionali.

### Il trasferimento dei soldati

I soldati nel Tonchino (aree colorate in rosso, arancione e giallo), vennero trasferiti dopo la rivolta

Oltre alle punizioni militari individuali, l'esercito adottò ulteriori misure interne per ridurre il rischio di un'altra insurrezione. Secondo Maurice Rives, 10 000 soldati vietnamiti vennero trasferiti in diverse zone. Ciò significava che più dell'80% dei circa 12 000 Tirailleurs Tonkinois del Tonchino vennero spostati, un trasferimento di enormi proporzioni, che indica il grado di insicurezza tra i comandanti francesi nei confronti delle truppe vietnamite e fino a che punto erano disposti a spingersi per rendere impossibile il futuro Yên Báis. Una possibile motivazione per questa misura era quella di smantellare eventuali cellule del VNQDĐ non scoperte e di recidere i legami personali, all'interno delle unità e tra soldati e civili nel loro distretto locale. Il trasferimento in massa di soldati ebbe anche l'effetto di creare uno stato di costante mobilitazione, negando alle truppe il tempo e l'opportunità di un'organizzazione anticoloniale.
A parte le misure in Vietnam, 2 000 soldati indocinesi di ritorno dal servizio in Francia vennero inviati in congedo a tempo indeterminato e non vennero sostituiti con nuove reclute dal Vietnam. La ragione è attribuita dagli storici al fatto che la disciplina militare in Francia era meno irreggimentata che in Indocina e in altre guarnigioni coloniali. Nelle unità coloniali, l'ordine militare e sociale coloniale con i francesi al di sopra delle loro truppe colonizzate era più facilmente riprodotto. Gli ufficiali metropolitani trattavano i loro subordinati vietnamiti anche su una base più equa, rendendo i vietnamiti meno propensi ad accettare la discriminazione al loro ritorno in Vietnam. I soldati vietnamiti d'oltremare avrebbero potuto diventare così alienati dalle loro esperienze da diventare bersagli della propaganda comunista. Al ritorno a casa, tentarono d'indottrinare altre truppe con la loro dottrina marxista. Questa linea di pensiero rafforzò ulteriormente la percezione francese che le idee sovversive provenissero dall'esterno piuttosto che dall'interno: dei 57 soldati coinvolti nell'ammutinamento, 17 avevano prestato servizio all'estero. D'altra parte, secondo il rapporto Thiry, la proporzione di soldati con servizio straniero a Yên Bái non superava quella di altre guarnigioni, quindi ciò non era anormale.

### Le riforme militari intelligenti
Oltre a punire i soldati, inasprire i regolamenti sui congedi e ridurre il numero dei militari vietnamiti in Francia, i francesi decisero di migliorare il servizio d'intelligence militare. Ciò doveva essere ottenuto rafforzando l'intelligence militare attraverso un più stretto coordinamento con la Sûreté e innalzando gli standard interni. Un'inchiesta sull'ammutinamento dimostrò che non esisteva collaborazione tra il residente Massimi e il comandante Le Tacon nonostante le molteplici richieste e che ciò era in parte responsabile della rivolta. I rapporti tra le autorità civili e militari erano tradizionalmente poveri, ma Yên Bái si distinse per la totale mancanza di cooperazione militare-civile. Ulteriori cospirazioni del VNQDĐ per fomentare ammutinamenti in altre guarnigioni, come Kiến An, vennero rilevate e bloccate in ritardo. Venne deciso che il lavoro di squadra con la Sûreté doveva essere elevato a livelli più alti per prevenire future ribellioni in stile Yên Bái. La ribellione offrì alle autorità civili l'opportunità d'impegnarsi in questioni militari.
La penetrazione indiretta della Sûreté negli affari militari comportò il collegamento del servizio d'intelligence militare (SRM) alla Sûreté e alle informazioni da essa fornite, rendendosi così dipendente dalle informazioni politiche e persino dal giudizio politico e dall'agenda delle autorità civili. Il SRM centrale trasmetteva quindi queste informazioni alle sue filiali locali come parte del suo Bollettino SRM. Come risultato della rivolta, il SRM divenne più strettamente legato alla Sûreté e alla sua metodologia e filosofia nell'analizzare l'attività anticoloniale vietnamita. Venne inoltre deciso di coinvolgere tutti gli ufficiali nello studio dei partiti rivoluzionari. L'attenzione si allargò dall'osservare solo le attività interne dell'esercito all'includere gli sviluppi tra le organizzazioni anticoloniali vietnamite in generale. Il generale Aubert citò la compiacenza e la pigrizia come fattore dell'inefficacia degli ufficiali nell'attuazione della strategia dell'intelligence francese. Affermò inoltre che il flusso di informazioni tra ufficiali francesi e sottufficiali vietnamiti non fu fluido come desiderato. Sentiva che i suoi uomini spesso non erano abbastanza pieni di tatto e discreti; citando la mancanza di competenze linguistiche o l'interesse a parlare con i loro colleghi vietnamiti nel tentativo di estrarre informazioni. Aubert credeva anche che le truppe vietnamite fossero efficaci nel nascondere i loro sentimenti anticoloniali ai loro colleghi francesi.
Oltre alle misure intese a favorire l'identificazione, l'isolamento o l'eliminazione dei soldati di sospetta lealtà, vennero liberalizzate le norme per il congedo. Un decreto dell'8 aprile 1930 consentiva al comandante generale superiore "di assolvere quei militari che fossero stati oggetto di condanne superiori a tre mesi di reclusione da parte di un tribunale militare o che si fossero resi colpevoli di attività contrarie al dovere militare".

### Le competenze nella lingua vietnamita degli ufficiali francesi
L'avviso di Aubert sottolineava l'importanza di uno stretto contatto tra gli ufficiali francesi e i loro sottufficiali vietnamiti al fine di migliorare la qualità dell'intelligence, ma non discuteva se ciò richiedesse anche agli ufficiali francesi di migliorare le loro abilità nella lingua vietnamita. Il rapporto annuale del 1930 considerava la barriera linguistica un problema. Il rapporto menzionava la creazione di un centro di studi vietnamiti in Francia per aumentare la percentuale di ufficiali francesi di lingua vietnamita per migliorare la comunicazione diretta con i loro subordinati vietnamiti. Tuttavia, il rapporto aveva principalmente in mente l'uso delle competenze linguistiche come strumento di comando per rafforzare le relazioni gerarchiche.
Il rapporto considerava anche l'utilizzo di competenze specializzate nella lingua vietnamita come mezzo per raccogliere informazioni e controllare le menti delle truppe vietnamite, ma lo scartava, citando che l'infiltrazione e le tecniche anticoloniali clandestine le stavano rendendo irrilevanti. Il rapporto concludeva quindi che una specializzazione più profonda non avrebbe migliorato l'intelligence e che un certo grado di competenza – per migliorare le capacità di comando – era tutto ciò di cui si aveva bisogno.
Il rapporto sosteneva inoltre che un'eccessiva specializzazione sarebbe stata controproducente e quindi dannosa perché richiedeva lunghi viaggi in Indocina, ritenuti dannosi per la salute dello specialista. Esprimeva anche il sospetto che gli specialisti diventassero troppo fiduciosi nei confronti dei loro subordinati vietnamiti, al punto da diventare indigenofili. Infine, si diceva che la specializzazione fosse dannosa perché non solo avrebbe reso le truppe vietnamite più riservate, ma molto probabilmente avrebbe migliorato le loro capacità organizzative, dal momento che avrebbero dovuto "prendere ancora più precauzioni".

### La diminuzione della percentuale delle truppe vietnamite
La reazione francese all'ammutinamento includeva punizioni militari, nuovi regolamenti, la riforma istituzionale dell'SRM, la riduzione del numero di vietnamiti che prestavano servizio o lavoravano in Francia e una maggiore specializzazione tra le unità che componevano la guarnigione dell'Indocina. Sebbene si trattasse di cambiamenti di vasta portata, le autorità militari e civili non li giudicarono sufficienti per la riaffermazione del controllo sulle loro truppe coloniali. Vennero attuate altre quattro decisioni, volte a stabilire uno stabile equilibrio razziale tra le truppe nell'Indocina francese. Il numero di soldati di etnia vietnamita venne percepito come eccessivo. Venne introdotto un cambiamento nei numeri di reclutamento e mantenimento, volto ad alterare i rapporti complessivi delle truppe in Indocina a una proporzione approssimativamente equivalente di un vietnamita per ogni soldato di minoranza etnica regolare o indigena europea (montagnard).
La prima delle quattro misure volte ad aumentare l'affidabilità dei soldati vietnamiti aveva lo scopo di rivedere le proporzioni etniche delle truppe che componevano ciascuna guarnigione. La mancanza di truppe europee a Yên Bái era stata citata come un fattore dell'ammutinamento (sebbene fosse stata soppressa dai tirailleurs vietnamiti che rimasero fedeli ai loro ufficiali francesi). La decisione annullò un'importante riorganizzazione dell'esercito che era stata avviata dal generale Aubert nel 1928.

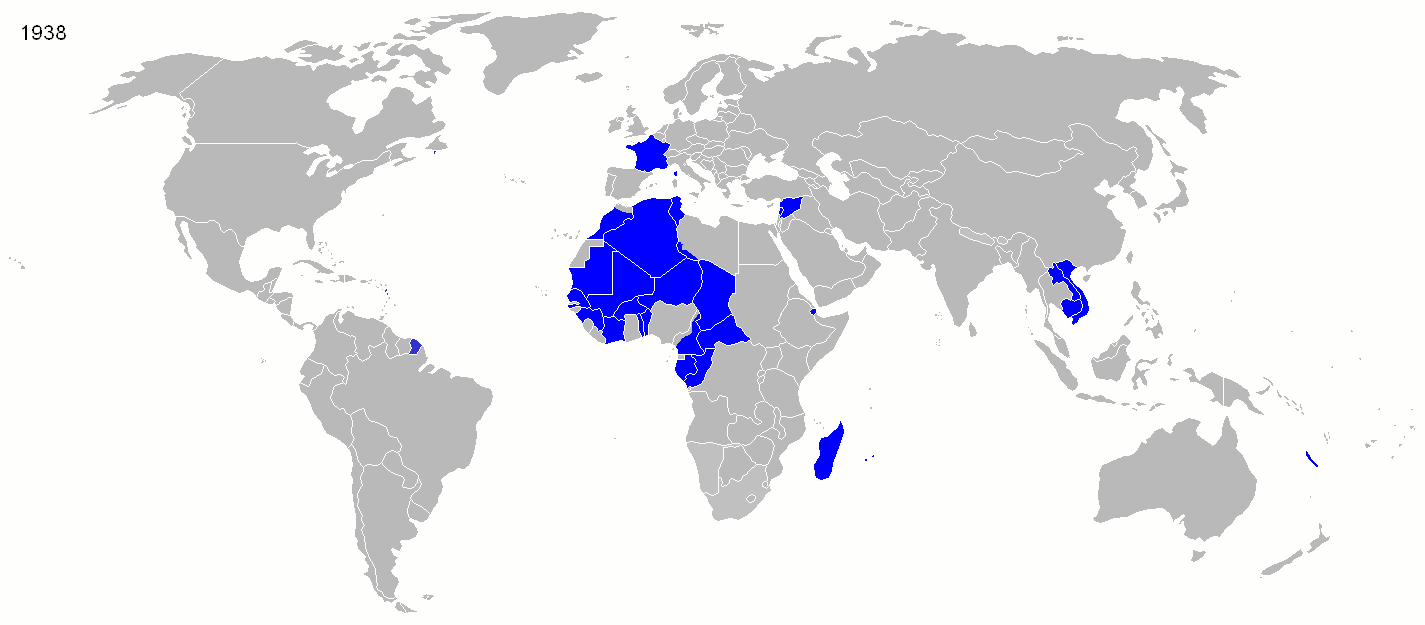
Le autorità presero in considerazione la possibilità di sostituire i soldati vietnamiti con truppe provenienti dal Nord Africa, dove la Francia aveva i suoi più grandi possedimenti coloniali

La proposta più radicale fu quella fatta dal residente superiore Robin che voleva "abolire completamente e radicalmente tutti i reggimenti di Tirailleurs tonkinois (fanteria vietnamita) in servizio nel Delta e nelle regioni centrali" e sostituirli con "bianchi della legione [straniera] o anche battaglioni nordafricani". Questa proposta venne respinta dal generale Aubert e alla fine il governatore generale Pasquier adottò un accordo di compromesso, che vide lo scioglimento di un reggimento di Tirailleurs Tonkinois. Strateghi politici hanno calcolato che questa riduzione delle truppe vietnamite avrebbe potuto essere compensata da un concomitante aumento del numero delle truppe europee e delle minoranze etniche.
La terza decisione prevedeva il "rafforzamento del corpo di occupazione da parte di tre battaglioni bianchi: un battaglione della legione straniera [e] due battaglioni di fanteria coloniale". Poiché si decise che il numero complessivo delle truppe in Indocina non poteva essere ridotto per motivi di difesa esterna, ciò rese necessaria la sostituzione di almeno due battaglioni vietnamiti sciolti.
Prima dell'ammutinamento, il Dipartimento della Guerra di Parigi aveva chiaramente indicato che non sarebbe stato in grado di "fornire un altro battaglione europeo in Indocina con il Bilancio 1931" a causa di vincoli fiscali, carenza di personale e problemi organizzativi. I disordini generati dall'ammutinamento di Yên Bái motivarono la volontà politica di inviare più truppe europee (legione francese straniera) nell'Indocina francese. Oltre a sostituire due battaglioni vietnamiti con tre battaglioni europei, le autorità francesi aumentarono anche il numero di soldati delle minoranze etniche in servizio nei reggimenti coloniali reclutati localmente. In quanto tale, venne decisa "l'intensificazione del reclutamento di indigeni non annamiti: thở, laotiani, mois, cambogiani". L'obiettivo era aumentare la percentuale di non vietnamiti al 50% del totale delle truppe reclutate localmente.